# Козак Борис Сергійович
Бори́с Сергі́йович Козак (31 травня 1990 - 3 вересня 2014) — старший солдат Збройних сил України, 156-й зенітно-ракетний полк ВПС Збройних Сил України. Учасник російсько-української війни.

## Життєпис
Народився 1990 року в місті Київ. Закінчив Вишневецьку загальноосвітню школу; навчався — у Пирятинській філії Європейського університету.
2011 року призваний на строкову службу до Збройних Сил України, по закінченні терміну продовжив службу за контрактом.
Загинув біля села Піски — зенітники вирушили на допомогу бійцям батальйону «Дніпро-1», котрі потрапили в засідку на автошляху Авдіївка — Донецьк. Після надання вогневої підтримки зенітною установкою ЗУ-23-2, встановленою на автомобілі «Урал», засідка була ліквідована. Козак загинув у бою під час обстрілу автомобіля від снайперської кулі.
Похований в селі Прихідьки Пирятинського району Полтавської області, куди невдовзі після його народження переїхала родина. Без Бориса лишились батьки і два брати.

## Нагороди і вшанування
- 21 жовтня 2014 року — за особисту мужність і героїзм, виявлені у захисті державного суверенітету та територіальної цілісності України, вірність військовій присязі під час російсько-української війни, відзначений — нагороджений орденом «За мужність» III ступеня (посмертно).
- Був також нагороджений нагрудним знаком «За взірцевість у військовій службі» ІІІ ступеня.
- 5 січня 2015 року його ім'я внесене до Книги Пошани Полтавської обласної ради.
- Посмертно нагороджений нагрудним знаком «За оборону Донецького аеропорту» (посмертно).
- Його портрет розміщений на меморіалі «Стіна пам'яті полеглих за Україну» у Києві: секція 4, ряд 7, місце 3
- Вшановується в меморіальному комплексі «Зала пам'яті», в щоденному ранковому церемоніалі 3 вересня[1]